# Mesoleius cressoni
Mesoleius cressoni är en stekelart som först beskrevs av Davis 1897.  Mesoleius cressoni ingår i släktet Mesoleius och familjen brokparasitsteklar. Inga underarter finns listade i Catalogue of Life.